# 臺北市大數據中心
臺北大數據中心 ，簡稱臺北大數據中心或TUIC，是資訊局於2022年1月19日建置，位於臺北市政府市政大樓地下一樓，佔地近200坪的大數據中心辦公室，該辦公室作為會議、辦公混合空間。

## 外部連結
- 臺北市大數據中心 （页面存档备份，存于）